# Antonio Cortázar
Antonio Cortázar Gorria (San Sebastián, 17 de enero de 1823- idem, 9 de junio de 1884) fue un arquitecto español, autor del plan de ensanche de su ciudad natal tras el derribo de las murallas de 1867.

## Biografía y trayectoria profesional
Estudió en San Sebastián, Bayona y Madrid, y en 1843 se trasladó a Madrid para estudiar la carrera de Arquitectura consiguiendo el título de arquitecto en 1850. 
Ocupó el cargo de auxiliar facultativo del ingeniero jefe de Caminos, Canales y Puertos, Manuel Peironcely, y posteriormente, fue nombrado subdirector de caminos de Guipúzcoa, siendo nombrado director en 1863.
En 1862 fue nombrado arquitecto municipal  provisional de San Sebastián siendo su primera función el derribo de las murallas de la ciudad.
Elaboró y desarrolló  el proyecto del llamado ensanche de San Sebastián, también llamado ensanche Cortázar.
Además de proyectar y dirigir numerosas carreteras y caminos y de diseñar el plan de ensanche de San Sebastián, realizó el puente de Santa Catalina sobre el río Urumea, los planos del Mercado de la Brecha y el proyecto de la nueva Cárcel de Partido, entre otros trabajos.
Su hijo, Ramón Cortázar Urruzola, siguió su profesión como arquitecto realizando obras especialmente de las Cajas de Ahorro en San Sebastián   y en la Provincia como la Casa Cuna de Fraisoro.